# Karl Thopia
Karl Thopia (1331-1388) was een Albanese prins uit het adellijk geslacht Thopia. De Thopia-dynastie regeerde over het gelijknamig vorstendom in het huidige centraal-Albanië. Karl Thopia volgde in 1358 de heerschappij van zijn vader Andrea I op en wist in 1368 het Prinsdom Albanië te stichten.

## Biografie
Karl Thopia werd in 1331 geboren in Durrës. Karl was de zoon van Andrea I Thopia en de kleinzoon van Tanush I Thopia en maakte zodoende deel uit van de Thopia-dynastie. In 1358 kwam Karl Thopia in opstand tegen de heerschappij van de Fransen en slaagde erin hen uit Albanië te verdrijven. Hij regeerde het grootste deel van Albanië gedurende 1358 tot 1388 en had de titel prins van Albanië.
De Thopia familie was aanvankelijk orthodox maar bekeerde zich later tot de rooms-katholieke kerk. Thopia trouwde in 1368 met Vojsava Balsha. Zij maakte deel uit van de Noord-Albanese Balsha-dynastie.
Na zijn dood in januari 1388, in Elbasan, volgde zijn zoon Gjergj Thopia hem op als heerser van Durrës. Hij trouwde met Teodora Branković, dochter van een Servische dynastie. Zijn dochter Helena Thopia kreeg de heerschappij over Krujë. Niketa Thopia was de laatste heerser van de dynastie. In 1415 vielen de gebieden onder Ottomaans heerschappij.

## Nageslacht
Karl Thopia huwde met Vojsava Balsha, een prinses uit de Balsha-dynastie, uit dat huwelijk kregen zij vijf kinderen:
- Gjergj
- Helena
- Niketa
- Maria
- Vojsava II